# Ончуров Сергій Олександрович
Сергі́й Олекса́ндрович Ончу́ров (25 квітня 1992 — 21 серпня 2014) — лейтенант Збройних сил України; учасник російсько-української війни.

## Життєвий шлях
Народився 1992 року в кримському місті Джанкой. 2009-го закінчив Кримський республіканський інтернат-ліцей з посиленою військово-фізичною підготовкою, Алушта; з того ж року в лавах ЗСУ.
2013 року закінчив Академію сухопутних військ імені гетьмана Петра Сагайдачного, спеціальність «управління діями підрозділів механізованих військ». З 2013 року — лейтенант, командир взводу 28-ї окремої механізованої бригади.
Загинув 21 серпня 2014-го під час обстрілу терористами з РСЗВ «Ураган» в районі Кутейникове — Старобешеве. Офіцер прикрив собою солдата і врятував йому життя, сам загинув. Тоді ж загинув Ігор Хіньов.
Похований 28 серпня 2014 року в місті Джанкой.
Без Сергія лишились батьки, дружина Олена.

## Нагороди та вшанування
За особисту мужність і героїзм, виявлені у захисті державного суверенітету та територіальної цілісності України, вірність військовій присязі під час російсько-української війни, відзначений — нагороджений
- орденом Богдана Хмельницького III ступеня (15.5.2015, посмертно)
- Його портрет розміщений на меморіалі «Стіна пам'яті полеглих за Україну» у Києві: секція 3, ряд 4 місце 11
- Вшановується 21 серпня на щоденному ранковому церемоніалі вшанування українських захисників, які загинули цього дня у різні роки внаслідок російської збройної агресії[1]